# Résonance acoustique
Pour les articles homonymes, voir Résonance (homonymie).
La résonance acoustique est la tendance d'un système acoustique à absorber plus d'énergie quand la fréquence de ses oscillations arrive à sa fréquence naturelle de vibration (sa fréquence de résonance), donc plus qu'il ne le fait à d'autres fréquences.
Un objet résonnant aura probablement plus d'une fréquence de résonance, particulièrement aux harmoniques de la résonance la plus forte. Il vibrera facilement à ces fréquences, et moins fortement à d'autres fréquences. Il "sélectionnera" sa fréquence de résonance à partir d'une excitation complexe, telle qu'une impulsion ou une excitation  de bruit à large bande. En fait, il filtre toutes les fréquences en dehors de sa résonance.
La résonance acoustique est une considération importante pour les constructeurs d'instruments de musique, car la plupart des instruments acoustiques emploient des résonateurs, tels que les cordes et le corps d'un violon, la longueur du tube d'une flûte, et la forme d'une membrane de tambour.

## Résonance d'une corde
Les cordes sous la tension, comme dans des instruments tels que des luths, des harpes, guitares, pianos, violons et ainsi de suite, ont des fréquences de résonance directement liées à la masse, à la longueur, et à la tension de la corde. La longueur d'onde qui créera la première résonance sur la corde est égale deux fois la longueur de la corde. Des résonances plus élevées correspondent aux longueurs d'onde qui sont des divisions de nombre entier de la longueur d'onde fondamentale. Les fréquences correspondantes sont liées à la vitesse v d'une onde voyageant en bas de la corde par l'équation :
{\displaystyle f={nv \over 2L}}
où {\displaystyle L} est la longueur de la corde (pour une corde fixe aux extrémités) et {\displaystyle n} = 1, 2, 3… La vitesse d'onde dans une corde ou un fil est liée à sa tension {\displaystyle T} et à la masse par unité de longueur {\displaystyle \rho } :
{\displaystyle v={\sqrt {T \over \rho }}}
Ainsi la fréquence est liée aux propriétés de la corde par l'équation :
{\displaystyle f={n{\sqrt {T \over \rho }} \over 2L}={n{\sqrt {T \over m/L}} \over 2L}}
où {\displaystyle T} est la tension, le {\displaystyle \rho } est la masse par unité de longueur, et {\displaystyle m} est la masse totale.
Une tension plus élevée et des longueurs plus courtes augmentent les fréquences de résonance. Quand la corde est excitée avec une fonction impulsive (pincements de doigts ou coups de marteau), la corde vibre à toutes les fréquences actuelles dans l'impulsion (une fonction impulsive contient théoriquement « toutes les » fréquences). Ces fréquences qui ne sont pas l'une des résonances sont rapidement filtrées et atténuées, ce qui laisse subsister uniquement les vibrations harmoniques que nous entendons comme note musicale.

## Résonance d'un tube d'air
La résonance d'un tube d'air est liée à la longueur du tube, sa forme, et si elle s'est fermée ou les extrémités ouvertes. Les formes musicalement utiles de tubes sont coniques et cylindriques (voir Perce). Un tuyau qui est fermé à une extrémité est appelé « fermé »[réf. nécessaire], tandis qu'un tuyau « ouvert » est ouvert aux deux extrémités. Les flûtes orchestrales modernes se comportent en tant que tuyaux cylindriques ouverts ; les clarinettes et les instruments à cuivre se comportent en tant que tuyaux cylindriques fermés ; et les saxophones, hautbois et bassons en tant que tuyaux coniques fermés. Les colonnes vibrantes d'air ont également des résonances aux harmoniques, comme les cordes.

### Cylindres
Par convention un cylindre rigide qui est ouvert aux deux extrémités est appelé cylindre « ouvert » ; tandis qu'un cylindre rigide qui est ouvert à une seule extrémité et qui a une surface rigide à l'autre extrémité est désigné sous le nom de cylindre « fermé ».

Les trois premières résonances dans un tube cylindrique ouvert. L'axe horizontal indique la pression.

Les trois premières résonances dans un tube cylindrique fermé. L'axe horizontal indique la pression.

### Résonance d'un tube ouvert-ouvert
Les tubes cylindriques ouverts résonnent approximativement à des fréquences de 
{\displaystyle f={nv \over 2L}}
où {\displaystyle n} est un nombre entier (1, 2, 3…) représentant le mode de résonance, {\displaystyle L} est la longueur du tube et {\displaystyle v} est la vitesse du son dans l'air (qui est approximativement de 344 mètres par seconde à 20 °C et au niveau de la mer).
Une équation plus précise considérant une correction de longueur est donnée ci-dessous :
{\displaystyle f={nv \over 2(L+0.8d)}}
où {\displaystyle d} est le diamètre du tube de résonance. Cette équation compense le fait que le point exact auquel une onde sonore se reflète à une extrémité ouverte n'est pas parfaitement à la section d'extrémité du tube, mais une petite distance en dehors du tube.
Le rapport de réflexion est légèrement inférieur à 1 ; l'extrémité ouverte ne se comporte pas comme une impédance acoustique nulle ; en revanche, elle a une valeur finie, appelée l'impédance de rayonnement, qui dépend du diamètre du tube, de la longueur d'onde, et du type de réflexion probable autour de l'ouverture du tube.

### Résonance d'un tube fermé-ouvert
Un cylindre fermé aura approximativement des résonances de 
{\displaystyle f={(2n-1)v \over 4L}}.
Avec {\displaystyle n} un entier naturel. Ce type de tube a sa fréquence fondamentale une octave inférieure à celle d'un cylindre ouvert (c'est-à-dire, la moitié de la fréquence), et peut produire seulement les harmoniques impairs, {\displaystyle f}, {\displaystyle 3f}, {\displaystyle 5f}... par rapport à la fréquence {\displaystyle f} du tube ouvert.
Une correction prenant en compte le diamètre du tube {\displaystyle d} serait
{\displaystyle f={(2n-1)v \over 4(L+0.4d)}}
avec {\displaystyle n} un entier naturel.

### Cônes
Un tube conique ouvert, c'est-à-dire sous la forme de tronc d'un cône avec les deux extrémités ouvertes, aura des fréquences de résonance approximativement égales à celles d'un tube cylindrique ouvert de la même longueur.
Les fréquences de résonance d'un tube conique arrêté - un cône ou un tronc complet avec une extrémité fermée - remplissent une condition plus compliquée :
{\displaystyle kL=n\pi -\tan ^{-1}(kx})
où le vecteur d'onde {\displaystyle k} est
{\displaystyle k=2\pi f/v}
et {\displaystyle x} est la distance de la petite extrémité du tronc au sommet. Quand {\displaystyle x} est petit par rapport à la longueur d'onde {\displaystyle \lambda =2\pi /k}, ceci devient
{\displaystyle k(L+x)\approx n\pi }
ce qui donne des fréquences de résonance approximativement égales à celles d'un cylindre ouvert dont la longueur égale {\displaystyle L+x}. Autrement dit, un tube conique complet se comporte approximativement comme un tube cylindrique ouvert de la même longueur, et ce comportement ne change pas si le cône complet est remplacé par un tronc de cône fermé.

## Boîte ou salle rectangulaire
Pour une boîte rectangulaire, les fréquences de résonance sont données par :
{\displaystyle f_{l,m,n}={v \over 2}{\sqrt {\left({\ell  \over L_{x}}\right)^{2}+\left({m \over L_{y}}\right)^{2}+\left({n \over L_{z}}\right)^{2}}}},
où {\displaystyle v} est la vitesse du son, {\displaystyle L_{x}}, {\displaystyle L_{y}} et {\displaystyle L_{z}}  sont les dimensions de la boîte, et {\displaystyle \ell }, {\displaystyle n} et {\displaystyle m} sont des nombres entiers non négatifs. Notons cependant que {\displaystyle \ell }, {\displaystyle n} et {\displaystyle m} ne peuvent pas tous être égaux à zéro.

## Résonances et compositions musicales
Les compositeurs ont commencé à faire de la résonance le sujet de certaines compositions. Alvin Lucier a utilisé les instruments et les générateurs acoustiques d'onde sinusoïdale pour explorer la résonance des objets grands et petits dans plusieurs de ses compositions. Les inharmonicités complexes d'un crescendo et d'un decrescendo d'un djembé ou d'autres instruments à percussion agissent l'un sur l'autre avec des résonances de pièce dans Koan de James Tenney. Bien que n'ayant jamais écrit une note pour les percussions, Pauline Oliveros et Stuart Dempster jouent régulièrement dans de grands espaces réverbérants comme les huit millions de litres du réservoir de Fort Warden, qui a une réverbération avec un affaiblissement de 45 secondes.

## Sources
Traduction de l'article anglais de Wikipédia.